# Репрезентација Србије у хокеју на леду
Репрезентација Србије у хокеју на леду је национални тим Србије у хокеју на леду, и члан је Међународне хокејашке федерације (ИИХФ).
Репрезентација Србије је наследница репрезентација СР Југославије и Србије и Црне Горе.
Тренутно се налази на 30. месту на ранг листи светске хокејашке федерације.
Учествовала је на четрнаест Светских хокејашких првенства, од тога два пута у Дивизији I и дванаест првенства у Дивизији II. Такође су учествовали четири пута у квалификацијама за наступ на Зимским олимпијским играма, 2010 у Ванкуверу, 2014 у Сочију, 2018. у Пјонгчангу и 2022. у Пекингу.
Највише наступа на светским првенствима и квалификација за олимпијске игре остварио је Немања Вучуревић који је за Србију одиграо 74 утакмице. Најефикаснији играч са укупно 72 поена (38 гола и 34 асистенције) је Марко Сретовић, а Марко Ковачевић је најбољи стрелац са 39 гола.

## Хокеј у Србији
Хокеј на леду демонстриран је у Београду 1934. године. Пионири су били спортисти Хришћанске заједнице младих људи и БАСК-а, који је радио на оснивању секције. Београдски тениски клуб је 1938. године поливањем 6 својих терена направио прво хокејашко игралиште по међународним стандардима и на том игралишту су одржане прве две званичне хокејашке утакмице у Србији. Први хокејашки турнир у Београду одржан по међународним правилима одржан је 1940. године. Српски клизачки савез је основан 4. фебруара 1940. у Београду и чинило га је 6 клубова, који нису била прави хокејашки клубови, већ заправо секције других спортских клубова. По два клуба су била из Београда (БТК и ББК) и Палића (ПСК и ТКП) и по један из Новог Сада (ТКНС) и Старог Бечеја (СД Славија).
Године 1945. је основана Хокејашки клуб Црвена звезда, која је опрему наследила од хокејашке секције Београдског тениског клуба. Затим је основан Партизан 1947. године. Један број играча који је напустио 1954. године Партизан основао је ХК Ташмајдан. До 1953. године су коришћена залеђена тениска игралишта, када је те године отворено прво клизалиште у Београду, тачније на Ташмајдану. У Суботици је 25. децембра 1969. отворен стадион за зимске спортове са вештачким ледом капацитета 4.000 места. Прва вештачка ледена површина у Новом Саду је отворена 1972. године.

## Историја репрезентације
Репрезентација Србије је наследница репрезентација СР Југославије и Србије и Црне Горе. Под овим именом репрезентација је почела да се такмичи након распада државне заједнице Србије и Црне Горе. Члан је међународне хокејашке федерације од 28. септембра 2006. године.
Репрезентација је од осамостаљења одиграла укупно 52 утакмице, од тога 40 на светским првенствима, 6 у квалификација за олимпијске игре, 3 на ИИХФ Челенџ купу у Брашову и 3 пријатељских мечева. На 52 утакмице остварила је 20 победа и претрпела 32 пораза. Постигла је 219 а примила 226 голова. Од 52 утакмице само је 13 играла на свом леду.
Први званични меч Србија је одиграла против Турске у Загребу, 11. априла, 2007. године у оквиру првог кола Светског првенства 2007 - Дивизија II. Србија је победила са 6:4. Најубедљивији пораз репрезентација је претрпела на Светском првенству 2010 - Дивизија I у Тилингену у Холандији. Украјинци су били убедљиви и победили су са 15:2. Најубедљивију победу од 17:0 хокејаши Србије су остварили над Новим Зеландом на Светском првенству 2012 - Дивизија II на Исланду.
Учествовала је на осам Светских хокејашких првенства, од тога седам првенства у Дивизији II и једанпут у Дивизији I, као и два пута у квалификацијама за наступ на Зимским олимпијским играма. Најбољи пласман је 6 место на светском првенству 2010 - дивизија I, укупно 27 место.
До сада је играла са 21 репрезентацијом, а највише са Хрватском, укупно 9 утакмица. Пет утакмица су са Хрватима одиграли на светским првенствима, 2 у квалификацијама за Олимпијске игре и 2 пријатељске. Хрватска је остварила 8 победа, док је Србија победила једанпут. Највише победа Србија је остварила против Израела, укупно 3, са гол разликом 23:3.
Највише наступа на светским првенствима и квалификација за олимпијске игре остварио је Марко Сретовић који је за Србију одиграо 63 утакмице. Најефикаснији играч са укупно 70 поена је Марко Сретовић, а исти играч је најбољи стрелац са 36 гола и асистент са 34 поена.

## Дресови
Основни дрес чини бела мајица и плави шорц. На средини мајице се налази Грб Републике Србије. На дресу се налази једна водоравна плава линија. На рукаву се водоравно налазе по једна плава и црвена линија и једна хоризонтална плава линија, а око врата се такође налази црвена и плава линија. Испод руке се налази црвена боја, а на врху рамена се налази број играча.
Резервни дрес је црвена мајица и плави шорц. На средини мајице се такође налази Грб Републике Србије. На рукаву се водоравно налазе по једна плава и бела линија и једна хоризонтална плава линија. Око врата се налази плава и бела линија. Испод руке се налази плава боја, а на врху рамена се налази број играча.

## Тренутни састав
Састав за Светско првенство 2019 — Дивизија II, група А у Београду.
| Голмани |                   |               |
| Број    | Име               | Клуб          |
| 1       | Југ Митић         | Црвена звезда |
| 25      | Арсеније Ранковић | Црвена звезда |

| Одбрана |                   |                     |
| Број    | Име               | Клуб                |
| 2       | Иван Анић         | Црвена звезда       |
| 5       | Стефан Бошковић   | Вермонт ламберџекси |
| 8       | Угљеша Новаковић  | Црвена звезда       |
| 9       | Доминик Црногорац | Хамилтон стилхокси  |
| 13      | Алекса Луковић    | ХК Прили            |
| 15      | Павле Подунавац   | Црвена звезда       |
| 16      | Стефан Илић       | Милано Рособлу      |
| 24      | Роберт Сабадош    | Црвена звезда       |

| Напад |                   |                           |
| Број  | Име               | Клуб                      |
| 4     | Мићо Драгутиновић | Беостар                   |
| 6     | Немања Вучуревић  | Војводина                 |
| 7     | Марко Сретовић    | Стенунгсунд               |
| 10    | Виктор Кастел     | Оденсе                    |
| 11    | Мирко Ђумић       | МАК Будапест              |
| 12    | Андреј Цвик       | Црвена звезда             |
| 14    | Павел Поправка    | Црвена звезда             |
| 15    | Марко Драговић    | Црвена звезда             |
| 18    | Лазар Лештарић    | Сједињене Америчке Државе |
| 19    | Никола Керезовић  | Црвена звезда             |
| 21    | Марко Бркушанин   | Црвена звезда             |
| 24    | Никола Барацков   | Скедсмо                   |

Тренер:  Александер Дандено

## Олимпијске игре
Под именом Србија, репрезентација је два пута играла квалификације за Олимпијске игре. У квалификацијама за наступ на Зимским олимпијским играма 2010. у Ванкуверу, у првој рунди квалификација у групи Ц, у Будимпешти Србија је претрпела сва 3 пораза, против домаћина Мађарске са 9:1, Литваније 7:2 и Хрватске са 5:1
У следећим, у квалификацијама за наступ на Зимским олимпијским играма 2014. у Сочију, у прелиминарним квалификација у Загребу, Србија је остварила 1 победу против Израела, 7:1 и претрпела 2 пораза, против Мексика 5:3 и домаћина Хрватске са 6:2 и није се пласирала у наредну рунду квалификација.
Олимпијски циклус за Зимске олимпијске игре 2018. у Пјонгчангу Србија је почела у прелиминарним квалификацијама на турниру у шпанском граду Валдемору. У првој утакмици Србија је након пенала савладала Исланд са 5:4. У другом колу савладана је Кина са 5:1, а у одлучујућем мечу за пролаз у други круг Србија је победила домаћу Шпанију са 5:3 и тако постигла највећи успех од осамостаљења.
У другом кругу Србија је у италијанској Кортини забележила сва три пораза: У првом колу домаћин Италија је убедљиво победила са 8:0. У другом колу Србија је пружила јак отпор Великој Британији. Британци су повели 2:0, али је Србија изједначила на 2:2 головима Ненада Раковића и Уроша Бјелогрлића. Ипак Британци су до краја победили са 6:2. У последњем колу боља од Србије била је Холандија која је победила са 7:3, а голове за Србију постигли су Мирко Ђумић, Немања Вучуревић и Димитрије Филиповић. Као тренер је екипу предводио некадашњи репрезентативац, а сада тренер Марко Ковачевић.
| Год.  | Место     | Пласман           |
| ----- | --------- | ----------------- |
| 2010. | Ванкувер  | Није се пласирала |
| 2014. | Сочи      | Није се пласирала |
| 2018. | Пјонгчанг | Није се пласирала |
| 2022. | Пекинг    | Није се пласирала |

## Наступи на Светским првенствима
| Година | Првенство                                | Пласман              | ИГ | П  | ДП | ИЗП | ИЗ | ГД  | ГП  | Б   |
| ------ | ---------------------------------------- | -------------------- | -- | -- | -- | --- | -- | --- | --- | --- |
| 2007   | Светско првенство - Дивизија II          | 4. место (35. место) | 5  | 2  | 0  | 0   | 3  | 18  | 16  | 6   |
| 2008   | Светско првенство - Дивизија II          | 3. место (33. место) | 5  | 3  | 0  | 1   | 1  | 32  | 19  | 10  |
| 2009   | Светско првенство - Дивизија II          | 1. место (30. место) | 5  | 4  | 1  | 0   | 0  | 40  | 11  | 13  |
| 2010   | Светско првенство - Дивизија I           | 6. место (27. место) | 5  | 0  | 0  | 1   | 4  | 8   | 46  | 1   |
| 2011   | Светско првенство - Дивизија II          | 3. место (33. место) | 5  | 3  | 0  | 0   | 2  | 22  | 11  | 9   |
| 2012   | Светско првенство - Дивизија II, група А | 5. место (33. место) | 5  | 1  | 0  | 0   | 4  | 27  | 20  | 3   |
| 2013   | Светско првенство - Дивизија II, група А | 5. место (33. место) | 5  | 2  | 0  | 0   | 3  | 14  | 21  | 6   |
| 2014   | Светско првенство - Дивизија II, група А | 3. место (31. место) | 5  | 2  | 0  | 1   | 2  | 19  | 23  | 7   |
| 2015   | Светско првенство - Дивизија II, група А | 3. место (31. место) | 5  | 1  | 1  | 2   | 1  | 11  | 30  | 7   |
| 2016   | Светско првенство - Дивизија II, група А | 4. место (32. место) | 5  | 2  | 0  | 1   | 2  | 16  | 14  | 7   |
| 2017   | Светско првенство - Дивизија II, група А | 3. место (31. место) | 5  | 2  | 0  | 2   | 1  | 23  | 15  | 8   |
| 2018   | Светско првенство - Дивизија II, група А | 3. место (31. место) | 5  | 3  | 0  | 1   | 1  | 16  | 14  | 10  |
| 2019   | Светско првенство - Дивизија II, група А | 1. место (29. место) | 5  | 3  | 1  | 0   | 1  | 16  | 10  | 11  |
| 2022   | Светско првенство - Дивизија I, група Б  | 5. место (26. место) | 4  | 0  | 0  | 0   | 4  | 4   | 29  | 0   |
| 2023   | Светско првенство - Дивизија I, група Б  | 5. место (28. место) | 5  | 0  | 1  | 1   | 3  | 7   | 24  | 3   |
| 2024   | Светско првенство - Дивизија II, група А | 2. место (30. место) | 5  | 4  | 0  | 0   | 1  | 23  | 11  | 12  |
| 2025   | Светско првенство - Дивизија II, група А | 2. место (30. место) | 5  | 4  | 0  | 0   | 1  | 12  | 5   | 12  |
| Укупно | -                                        | -                    | 84 | 36 | 4  | 10  | 34 | 308 | 319 | 125 |

ИГ = одиграо, П = победио, ПП = Победа у продужетку, ИЗП = Пораз у продужетку, ИЗ = изгубио, ГД = голова дао, ГП = голова примио, Б = бодови

### Светско првенство у хокеју на леду 2007 — Дивизија II
На првом светском првенству у Загребу под именом Србија, репрезентација је освојила 4 место, укупно 35. место у свету. Србија је остварила 2 победе, против Турске и Бугарске, а претрпела 3 пораза против Хрватске, Белгије, и Шпаније.
Србију је на првенству предводио словеначки тренер Андреј Бродник, док је помоћни тренер био Никола Бера. Најбољи стрелац репрезентације Србије је био Марко Сретовић који је постигао 5 голова. Исти играч је заједно са Бојаном Јанковићем био најбољи поентер екипе са 6 поена.

#### Утакмице
| 11. април 2007. 14:00 | Србија | 6:4 1:0, 0:3, 5:1 | Турска | Дом спортова, Загреб Посетилаца: 100 |

| Извор | Извор                                   | Извор                                                                       | Извор             | Извор                                                                    |
| --- | --------------------------------------- | --------------------------------------------------------------------------- | ----------------- | ------------------------------------------------------------------------ |
| | Федор Араницки                          | Голмани                                                                     | Левент Озбајдоган | Судије Најџел Бонифејс Линијске судије Томислав Кнежевић Трпимир Пирагић |
| М. Миловановић – 17:38 Б. Јанковић (ПП) – 42:29 П. Милосављевић – 47:21 М. Сретовић – 52:16 М. Сретовић – 54:13 П. Милосављевић (ПП) – 57:25 | 1:0 1:1 1:2 1:3 2:3 3:3 4:3 5:3 5:4 6:4 | 20:26 – Г. Тадсдемир (ПП2) 29:47 – Ч. Циплак 29:58 – Ч. Циплак (ПП) – 56:03 |                   | Судије Најџел Бонифејс Линијске судије Томислав Кнежевић Трпимир Пирагић |
| |                                         |                                                                             |                   | Судије Најџел Бонифејс Линијске судије Томислав Кнежевић Трпимир Пирагић |
| |                                         |                                                                             |                   | Судије Најџел Бонифејс Линијске судије Томислав Кнежевић Трпимир Пирагић |

| 12. април 2007. 20:30 | Србија | 0:2 0:1, 0:0, 0:1 | Хрватска | Дом спортова, Загреб Посетилаца: 4.000 |

| Извор | Извор                        | Извор                                               | Извор      | Извор                                             |
| ----- | ---------------------------- | --------------------------------------------------- | ---------- | ------------------------------------------------- |
|       | Милан Луковић Федор Араницки | Голмани                                             | Вања Белић | Судије Аскер Кројг Линијске судије Џејкоб Матесон |
|       | 0:1 0:2                      | 15:32 – М. Брумерчик (ПП) 59:34 – О. Цигановић (ПП) |            | Судије Аскер Кројг Линијске судије Џејкоб Матесон |
|       |                              |                                                     |            | Судије Аскер Кројг Линијске судије Џејкоб Матесон |
|       |                              |                                                     |            | Судије Аскер Кројг Линијске судије Џејкоб Матесон |

| 14. април 2007. 17:15 | Србија | 1:2 1:0, 0:1, 0:1 | Белгија | Дом спортова, Загреб Посетилаца: 150 |

| Извор                      | Извор                        | Извор                               | Извор      | Извор                                                                    |
| -------------------------- | ---------------------------- | ----------------------------------- | ---------- | ------------------------------------------------------------------------ |
|                            | Милан Луковић Федор Араницки | Голмани                             | Вања Белић | Судије Најџел Бонифејс Линијске судије Томислав Кнежевић Трпимир Пирагић |
| Н. Милинковић (ПП2) – 6:47 | 1:0 1:1 1:2                  | 32:50 – Б. Нујтс 55:20 – Ј. Мертенс |            | Судије Најџел Бонифејс Линијске судије Томислав Кнежевић Трпимир Пирагић |
|                            |                              |                                     |            | Судије Најџел Бонифејс Линијске судије Томислав Кнежевић Трпимир Пирагић |
|                            |                              |                                     |            | Судије Најџел Бонифејс Линијске судије Томислав Кнежевић Трпимир Пирагић |

| 15. април 2007. 17:15 | Србија | 7:1 2:0, 0:1, 5:0 | Бугарска | Дом спортова, Загреб Посетилаца: 100 |

| Извор | Извор                           | Извор                   | Извор         | Извор                                                                 |
| --- | ------------------------------- | ----------------------- | ------------- | --------------------------------------------------------------------- |
| | Милан Луковић                   | Голмани                 | Ивајло Асенов | Судије Павел Месзински Линијске судије Томислав Кнежевић Мариуш Смура |
| Н. Милинковић – 01:29 Б. Јанковић – 04:11 Н. Раковић – 45:19 У. Алексић – 50:49 Б. Јанковић (ПП) – 53:14 М. Сретовић – 56:01 М. Сретовић (ПП2) – 58:24 | 1:0 2:0 2:1 3:1 4:1 5:1 6:1 7:1 | 20:26 – Ј. Терзиев (ПП) |               | Судије Павел Месзински Линијске судије Томислав Кнежевић Мариуш Смура |
| |                                 |                         |               | Судије Павел Месзински Линијске судије Томислав Кнежевић Мариуш Смура |
| |                                 |                         |               | Судије Павел Месзински Линијске судије Томислав Кнежевић Мариуш Смура |

| 17. април 2007. 14:00 | Србија | 4:7 2:5, 1:1, 1:1 | Шпанија | Дом спортова, Загреб Посетилаца: 100 |

| Извор                                                                                          | Извор                                       | Извор | Извор            | Извор                                                                    |
| ---------------------------------------------------------------------------------------------- | ------------------------------------------- | --- | ---------------- | ------------------------------------------------------------------------ |
|                                                                                                | Милан Луковић                               | Голмани | Луси Хосе Алонсо | Судије Најџел Бонифејс Линијске судије Томислав Кнежевић Трпимир Пирагић |
| М. Сретовић (ШХ) – 07:12 П. Милосављевић – 14:55 Ф. Мирковић (ПП) – 22:59 У. Брестовац – 44:38 | 0:1 0:2 0:3 1:3 1:4 2:4 2:5 3:5 3:6 3:7 4:7 | 00:15 – А. Гавиланес (ПП2) 01:49 – А. Лизундиа 05:32 – П. Муњоз 11:49 – А. Лизундиа 18:18 – Е. Паз 31:00 – Г. Ечевериа 43:12 – Ж. Бернет |                  | Судије Најџел Бонифејс Линијске судије Томислав Кнежевић Трпимир Пирагић |
|                                                                                                |                                             | |                  | Судије Најџел Бонифејс Линијске судије Томислав Кнежевић Трпимир Пирагић |
|                                                                                                |                                             | |                  | Судије Најџел Бонифејс Линијске судије Томислав Кнежевић Трпимир Пирагић |

### Светско првенство у хокеју на леду 2008 — Дивизија II
На првенству света, Дивизија I у граду Мијеркуреја Чук у Румунији, Србија је освојила 3 место, укупно 33. место у свету. Србија је остварила 3 победе, против Ирске, Израела, и Бугарске, а претрпела 2 пораза против Румуније и Белгије.
Србију је на првенству предводио канадски тренер Адам Шел, док је помоћни тренер био такође Канађанин Фредерик Пероун. Најбољи стрелац репрезентације Србије био је Марко Ковачевић који је постигао 7 голова. Исти играч је био најбољи поентер екипе са 11 поена.

#### Утакмице
| 7. април 2008. 14:00 | Србија | 13:1 2:1, 3:0, 8:0 | Ирска | Ледена дворана Вакар Лајош, Мијеркуреја Чук Посетилаца: 110 |

| Извор | Извор                                                       | Извор                  | Извор                      | Извор                                                                 |
| --- | ----------------------------------------------------------- | ---------------------- | -------------------------- | --------------------------------------------------------------------- |
| | Федор Араницки                                              | Голмани                | Хју Смит Џонатан О’Дрискол | Судије Морган Јохансон Линијске судије Мариус Илиеску Валентин Ласкар |
| М. Ковачевић (ПП) – 17:31 А. Кошић (ПП) – 18:45 А. Кошић (ПП) – 20:59 М. Ковачевић – 32:46 И. Тумбас (ПП) – 33:03 М. Ковачевић – 41:46 А. Кошић – 44:52 Д. Надаски (ПП) – 45:35 М. Ковачевић (ПП2) – 52:31 Б. Зиђаревић – 54:51 А. Кошић – 55:24 П. Милосављевић – 55:40 Б. Јанковић – 57:01 | 0:1 1:1 2:1 3:1 4:1 5:1 6:1 7:1 8:1 9:1 10:1 11:1 12:1 13:1 | 06:21 – Г. Макнил (ПП) |                            | Судије Морган Јохансон Линијске судије Мариус Илиеску Валентин Ласкар |
| |                                                             |                        |                            | Судије Морган Јохансон Линијске судије Мариус Илиеску Валентин Ласкар |
| |                                                             |                        |                            | Судије Морган Јохансон Линијске судије Мариус Илиеску Валентин Ласкар |

| 8. април 2008. 17:00 | Србија | 0:10 0:3, 0:4, 0:3 | Румунија | Ледена дворана Вакар Лајош, Мијеркуреја Чук Посетилаца: 350 |

| Извор | Извор                                    | Извор | Извор                  | Извор                                                         |
| ----- | ---------------------------------------- | --- | ---------------------- | ------------------------------------------------------------- |
|       | Федор Араницки Милан Луковић             | Голмани | Адриан Катринои Корнеа | Судије Руд Ван Баст Линијске судије Рамон Стеркенс Ласло Волф |
|       | 0:1 0:2 0:3 0:4 0:5 0:6 0:7 0:8 0:9 0:10 | 08:28 – Е. Михали 08:50 – 15:06 – А. Борсос (ПП2) 20:57 – А. Борсос 25:58 – Е. Молдован 30:17 – З. Антал 39:47 – И. Тимару (ПП) 40:29 – А. Борсос 48:43 – А. Борсос (ШХ) 57:53 – И. Тимару |                        | Судије Руд Ван Баст Линијске судије Рамон Стеркенс Ласло Волф |
|       |                                          | |                        | Судије Руд Ван Баст Линијске судије Рамон Стеркенс Ласло Волф |
|       |                                          | |                        | Судије Руд Ван Баст Линијске судије Рамон Стеркенс Ласло Волф |

| 10. април 2008. 17:00 | Србија | 4:1 0:1, 3:0, 1:0 | Израел | Ледена дворана Вакар Лајош, Мијеркуреја Чук Посетилаца: 80 |

| Извор                                                                            | Извор               | Извор               | Извор          | Извор                                                                    |
| -------------------------------------------------------------------------------- | ------------------- | ------------------- | -------------- | ------------------------------------------------------------------------ |
|                                                                                  | Милан Луковић       | Голмани             | Јевгениј Гусин | Судије Игор Чернисов Линијске судије Владисловас Руздинскас Јожеф Тврдон |
| Д. Пајић – 29:38 С. Илић (ПП) – 33:04 Б. Габрић (ШХ) – 39:23 М. Сретовић – 54:12 | 0:1 1:1 2:1 3:1 4:1 | 08:03 – М. Бирбраер |                | Судије Игор Чернисов Линијске судије Владисловас Руздинскас Јожеф Тврдон |
|                                                                                  |                     |                     |                | Судије Игор Чернисов Линијске судије Владисловас Руздинскас Јожеф Тврдон |
|                                                                                  |                     |                     |                | Судије Игор Чернисов Линијске судије Владисловас Руздинскас Јожеф Тврдон |

| 11. април 2008. 13:30 | Србија | 4:5 (Пен) 3:1, 1:2, 0:1, 0:0, 0:1 | Белгија | Ледена дворана Вакар Лајош, Мијеркуреја Чук Посетилаца: 70 |

| Извор                                                                        | Извор                               | Извор                                                                                               | Извор          | Извор                                                             |
| ---------------------------------------------------------------------------- | ----------------------------------- | --------------------------------------------------------------------------------------------------- | -------------- | ----------------------------------------------------------------- |
|                                                                              | Милан Луковић                       | Голмани                                                                                             | Бјорн Стеијлен | Судије Руд ван Баст Линијске судије Мишел Гасталдели Јожеф Тврдон |
| Д. Надаски – 05:14 М. Ковачевић – 08:12 А. Кошић – 13:23 М. Сретовић – 38:07 | 1:0 2:0 3:0 3:1 3:2 3:3 4:3 4:4 4:5 | 19:04 – Б. Веркамен 23:51 – В. Сарински 30:28 – С. Липсонен 53:49 – Д. Стеијнен 65:00 – Н. де Хердт |                | Судије Руд ван Баст Линијске судије Мишел Гасталдели Јожеф Тврдон |
|                                                                              |                                     | |                | Судије Руд ван Баст Линијске судије Мишел Гасталдели Јожеф Тврдон |
|                                                                              |                                     | |                | Судије Руд ван Баст Линијске судије Мишел Гасталдели Јожеф Тврдон |

| 13. април 2008. 13:30 | Србија | 11:2 6:0, 5:0, 0:2 | Бугарска | Ледена дворана Вакар Лајош, Мијеркуреја Чук Посетилаца: 50 |

| Извор | Извор                                                   | Извор                                  | Извор                         | Извор                                                                         |
| --- | ------------------------------------------------------- | -------------------------------------- | ----------------------------- | ----------------------------------------------------------------------------- |
| | Федор Араницки Милан Луковић                            | Голмани                                | Радослав Петков Кирил Вајаров | Судије Клаудио Пианезе Линијске судије Валентин Ласкар Владисловас Руздинскас |
| М. Сретовић – 04:31 М. Ковачевић – 06:41 П. Милосављевић – 07:04 Б. Зиђаревић – 09:37 М. Ковачевић – 15:01 Б. Јанковић – 19:59 П. Милосављевић (ПП) – 22:04 А. Кошић – 28:16 Б. Јанковић – 28:30 Н. Раковић – 31:08 Б. Јанковић – 34:15 | 1:0 2:0 3:0 4:0 5:0 6:0 7:0 8:0 9:0 10:0 11:0 11:1 11:2 | 51:21 – Г. Младенов 59:17 – Б. Благоев |                               | Судије Клаудио Пианезе Линијске судије Валентин Ласкар Владисловас Руздинскас |
| |                                                         |                                        |                               | Судије Клаудио Пианезе Линијске судије Валентин Ласкар Владисловас Руздинскас |
| |                                                         |                                        |                               | Судије Клаудио Пианезе Линијске судије Валентин Ласкар Владисловас Руздинскас |

### Светско првенство у хокеју на леду 2009 — Дивизија II
Светско првенство 2009. године, Дивизија II одржано је у Србији, у Новом Саду. Србија је први пут у историји освојила златну медаљу и пласирала се у Дивизију I, што је највећи успех од самосталности Србије. Србија је редом победила Естонију, Кину, Израел, Исланд и Северну Кореју.
Србију је на првенству предводио Холанђанин Дејв Хирски, док су помоћни тренери били Швеђанин Морган Персон и Канађанин Реј Галахер. Најбољи стрелац репрезентације Србије био је Марко Ковачевић који је постигао 8 голова. Исти играч је био најбољи поентер екипе са 14 поена.

#### Утакмице
| 7. април 2009. 20:30 | Србија | 5:4 (1:0, 1:4, 2:0, 0:0, 1:0) | Естонија | СПЕНС, Нови Сад Посетилаца: 1.000 |

| Извор | Извор | Извор | Извор | Извор |
| ----- | ----- | ----- | ----- | ----- |
|       |       |       |       |       |
|       |       |       |       |       |
|       |       |       |       |       |
|       |       |       |       |       |

| 8. април 2009. 20:30 | Србија | 5:3 (1:2, 3:1, 1:0) | Кина | СПЕНС, Нови Сад Посетилаца: 450 |

| Извор | Извор | Извор | Извор | Извор |
| ----- | ----- | ----- | ----- | ----- |
|       |       |       |       |       |
|       |       |       |       |       |
|       |       |       |       |       |
|       |       |       |       |       |

| 10. април 2009. 20:30 | Србија | 12:1 (4:0, 5:0, 3:1) | Израел | СПЕНС, Нови Сад Посетилаца: 1000 |

| Извор | Извор | Извор | Извор | Извор |
| ----- | ----- | ----- | ----- | ----- |
|       |       |       |       |       |
|       |       |       |       |       |
|       |       |       |       |       |
|       |       |       |       |       |

| 11. април 2009. 20:30 | Србија | 6:1 (3:0, 1:1, 2:0) | Исланд | СПЕНС, Нови Сад Посетилаца: 730 |

| Извор | Извор | Извор | Извор | Извор |
| ----- | ----- | ----- | ----- | ----- |
|       |       |       |       |       |
|       |       |       |       |       |
|       |       |       |       |       |
|       |       |       |       |       |

| 13. април 2009. 20:30 | Србија | 12:2 (8:0, 2:2, 2:0) | Северна Кореја | СПЕНС, Нови Сад Посетилаца: 1300 |

| Извор | Извор | Извор | Извор | Извор |
| ----- | ----- | ----- | ----- | ----- |
|       |       |       |       |       |
|       |       |       |       |       |
|       |       |       |       |       |
|       |       |       |       |       |

### Светско првенство у хокеју на леду 2010 — Дивизија I
Србија је 2010. године прво пут наступила у првој дивизији. Светско првенство 2010. године, Дивизија I одржано је у Холандији, у граду Тилбургу. Србија је доживела сва пет пораза и поново је испала у Дивизију II.
Тренер репрезентације био је Канађанин Марк Педерсон, док је помоћни тренер био његов суграђанин Мичел Пелегирмс. Србија је на првенству постигла само 9 голова, а примила чак 46. Најбољи стрелци репрезентације Србије били су Марко Сретовић и Филип Мирковић који су постигли по 2 гола. Сретовић и Марко Миловановић су освојили највише поена, по 4.

#### Утакмице
| 19. април 2010. 17:00 | Србија | 0:13 (0:7, 0:3, 0:3) | Аустрија | Спортски центар, Тилбург Посетилаца: 800 |

| Извор | Извор | Извор | Извор | Извор |
| ----- | ----- | ----- | ----- | ----- |
|       |       |       |       |       |
|       |       |       |       |       |
|       |       |       |       |       |
|       |       |       |       |       |

| 20. април 2010. 17:00 | Србија | 0:5 (0:1, 0:3, 0:1) | Јапан | Спортски центар, Тилбург Посетилаца: 350 |

| Извор | Извор | Извор | Извор | Извор |
| ----- | ----- | ----- | ----- | ----- |
|       |       |       |       |       |
|       |       |       |       |       |
|       |       |       |       |       |
|       |       |       |       |       |

| 22. април 2010. 13:30 | Србија | 2:15 (1:1, 0:6, 1:8) | Украјина | Спортски центар, Тилбург Посетилаца: 350 |

| Извор | Извор | Извор | Извор | Извор |
| ----- | ----- | ----- | ----- | ----- |
|       |       |       |       |       |
|       |       |       |       |       |
|       |       |       |       |       |
|       |       |       |       |       |

| 24. април 2010. 17:00 | Србија | 4:10 (0:3, 1:3, 3:4) | Литванија | Спортски центар, Тилбург Посетилаца: 900 |

| Извор | Извор | Извор | Извор | Извор |
| ----- | ----- | ----- | ----- | ----- |
|       |       |       |       |       |
|       |       |       |       |       |
|       |       |       |       |       |
|       |       |       |       |       |

| 25. април 2010. 17:00 | Србија | 2:3 (пр) (1:2, 1:0, 0:0, 0:1) | Холандија | Спортски центар, Тилбург Посетилаца: 2120 |

| Извор | Извор | Извор | Извор | Извор |
| ----- | ----- | ----- | ----- | ----- |
|       |       |       |       |       |
|       |       |       |       |       |
|       |       |       |       |       |
|       |       |       |       |       |

### Светско првенство у хокеју на леду 2011 — Дивизија II
Након годину дана у Дивизији I Србија је поново испала у Дивизију II. На Светском првенству Дивизије II 2011. године, које је одржано у Мелбурну у Аустралији, Србија је освојила треће место. Србија је на првенству остварила 3 победе и 2 пораза.
Тренер Србије био је словеначки тренер Павел Кавчич, док је помоћни тренер био Србин Никола Бера. Најбољи стрелац репрезентације Србије био је Марко Сретовић који је постигао 4 голова. Исти играч је био најбољи поентер екипе са 5 поена.

#### Утакмице
| 4. април 2011. 13:00 | Србија | 2:3 (1:1, 0:2, 1:0) | Белгија | , Мелбурн Посетилаца: 134 |

| Извор | Извор | Извор | Извор | Извор |
| ----- | ----- | ----- | ----- | ----- |
|       |       |       |       |       |
|       |       |       |       |       |
|       |       |       |       |       |
|       |       |       |       |       |

| 5. април 2011. 19:15 | Србија | 6:4 (4:1, 0:0, 2:3) | Нови Зеланд | , Мелбурн Посетилаца: 358 |

| Извор | Извор | Извор | Извор | Извор |
| ----- | ----- | ----- | ----- | ----- |
|       |       |       |       |       |
|       |       |       |       |       |
|       |       |       |       |       |
|       |       |       |       |       |

| 7. април 2011. 13:00 | Србија | 7:0 (1:0, 4:0, 2:0) | Мексико | , Мелбурн Посетилаца: 103 |

| Извор | Извор | Извор | Извор | Извор |
| ----- | ----- | ----- | ----- | ----- |
|       |       |       |       |       |
|       |       |       |       |       |
|       |       |       |       |       |
|       |       |       |       |       |

| 8. април 2011. 20:00 | Србија | 5:0 С. Р. | Северна Кореја | , Мелбурн Посетилаца: 358 |

| Извор | Извор | Извор | Извор | Извор |
| ----- | ----- | ----- | ----- | ----- |
|       |       |       |       |       |
|       |       |       |       |       |
|       |       |       |       |       |
|       |       |       |       |       |

| 10. април 2011. 19:15 | Србија | 2:4 (1:2, 0:1, 1:1) | Аустралија | , Мелбурн Посетилаца: 1550 |

| Извор | Извор | Извор | Извор | Извор |
| ----- | ----- | ----- | ----- | ----- |
|       |       |       |       |       |
|       |       |       |       |       |
|       |       |       |       |       |
|       |       |       |       |       |

### Светско првенство у хокеју на леду 2012 — Дивизија II, група А
На првенству света, Дивизија I, група А, у граду Рејкјавику на Исланду, Србија је освојила 5 место, укупно 33. место у свету. Србија је остварила само 1 победу и то у последњем колу у борби за опстанак је убедљиво савладала Исланд са 17:0, а четири пута је била поражена.
Србију је на првенству предводио као и претходно првенство словеначки тренер Павел Кавчич, док је помоћни тренер био Никола Бера. Најбољи стрелац репрезентације Србије био је Никола Јанковић који је постигао 5 голова. Највише поена остварио је Марко Ковачевић који је имао укупно 7 поена (3 гола и 4 асистенције).

#### Утакмице
| 12. април 2012. 16:30 | Србија | 2:5 2:1, 0:3, 0:1 | Естонија | Лаугардалур арена, Рејкјавик Посетилаца: 208 |

| Извор                                            | Извор                       | Извор | Извор               | Извор                                                          |
| ------------------------------------------------ | --------------------------- | --- | ------------------- | -------------------------------------------------------------- |
|                                                  | Милан Луковић               | Голмани | Виљем-Хенрик Коитма | Судије Ове Луцке Линијске судије Улрих Пардачер Ори Сигмардсон |
| 11:07 – М. Ковачевић (ПП) 17:20 – Н. Бибић (ПП2) | 0:1 1:1 2:1 2:2 2:3 2:4 2:5 | Р. Руба (ПП) – 08:27 A. Сибиртсев – 27:43 M. Иванов (ШХ) – 32:24 В. Титаренко – 32:53 M. Иванов (ПП) – 40:31 |                     | Судије Ове Луцке Линијске судије Улрих Пардачер Ори Сигмардсон |
| 26 мин                                           | Искључења                   | 22 мин |                     | Судије Ове Луцке Линијске судије Улрих Пардачер Ори Сигмардсон |
| 34                                               | Шутеви на гол               | 50 |                     | Судије Ове Луцке Линијске судије Улрих Пардачер Ори Сигмардсон |

| 13. април 2012. 20:00 | Србија | 3:5 (2:2,0:3,1:0) | Исланд | Лаугардалур арена, Рејкјавик Посетилаца: 850 |

| Извор                                                            | Извор                           | Извор | Извор          | Извор                                                     |
| ---------------------------------------------------------------- | ------------------------------- | --- | -------------- | --------------------------------------------------------- |
|                                                                  | Милан Луковић                   | Голмани                                                                                                  | Денис Хедстром | Судије Микаел Хикс Линијске судије Жиан Цао Мортен Томсон |
| П. Поправко – 02:02 Н. Јанковић – 06:20 Н. Јанковић (ПП) – 49:18 | 1:0 2:0 2:1 2:2 2:3 2:4 2:5 3:5 | 08:06 – Б. Арнасон 16:42 – П. Мак (ПП) 31:07 – E. Аленгард 35:13 – A. Микаелсон 39:52 – Џ. Гисласон (ПП) |                | Судије Микаел Хикс Линијске судије Жиан Цао Мортен Томсон |
| 22 мин                                                           | Искључења                       | 16 мин                                                                                                   |                | Судије Микаел Хикс Линијске судије Жиан Цао Мортен Томсон |
| 35                                                               | Шутеви на гол                   | 24 |                | Судије Микаел Хикс Линијске судије Жиан Цао Мортен Томсон |

| 15. април 2012. 13:00 | Србија | 2:4 (2:1,0:1,0:2) | Шпанија | Лаугардалур арена, Рејкјавик Посетилаца: 150 |

| Извор                                         | Извор                   | Извор                                                                                  | Извор         | Извор                                                           |
| --------------------------------------------- | ----------------------- | -------------------------------------------------------------------------------------- | ------------- | --------------------------------------------------------------- |
|                                               | Милан Луковић           | Голмани                                                                                | Андер Алкаине | Судије Дамиен Блиек Линијске судије Мортен Томсен Михаел Тшериг |
| 13:56 – М. Миловановић 18:36 – Б. Габрић (ПП) | 0:1 1:1 2:1 2:2 2:3 2:4 | A. Педраз (ПП) – 12:45 П. Пујуело (ПП) – 25:19 A. Педраз – 54:34 П. Муњоз (ШХ) – 58:56 |               | Судије Дамиен Блиек Линијске судије Мортен Томсен Михаел Тшериг |
| 48 мин                                        | Искључења               | 10 мин                                                                                 |               | Судије Дамиен Блиек Линијске судије Мортен Томсен Михаел Тшериг |
| 30                                            | Шутеви на гол           | 26                                                                                     |               | Судије Дамиен Блиек Линијске судије Мортен Томсен Михаел Тшериг |

| 17. април 2012. 16:30 | Србија | 3:6 (1:2, 0:2, 2:2) | Хрватска | Лаугардалур арена, Рејкјавик Посетилаца: 134 |

| Извор                                                    | Извор                           | Извор | Извор                           | Извор                                                           |
| -------------------------------------------------------- | ------------------------------- | --- | ------------------------------- | --------------------------------------------------------------- |
|                                                          | Милан Луковић                   | Голмани | Мате Томљеновић Тихомир Филипец | Судије Дамијен Блик Линијске судије Улрих Пардачер Михаел Чериг |
| М. Бабић — 12:40 Н. Вучуревић — 44:09 Р. Сабадош — 56:35 | 0:1 0:2 1:2 1:3 1:4 2:4 2:5 2:6 | 03:07 — Џ. Прпић 05:09 — Ф. Орешчанин 25:24 — Е. Сертич 39:03 — И. Лазић 50:06 — К. Пауерс (ПП) 54:57 — Е. Сертич |                                 | Судије Дамијен Блик Линијске судије Улрих Пардачер Михаел Чериг |
| 18 мин                                                   | Искључења                       | 10 мин |                                 | Судије Дамијен Блик Линијске судије Улрих Пардачер Михаел Чериг |
| 37                                                       | Шутеви на гол                   | 43 |                                 | Судије Дамијен Блик Линијске судије Улрих Пардачер Михаел Чериг |

| 18. април 2012. 13:00 | Србија | 17:0 (7:0, 6:0, 4:0) | Нови Зеланд | Лаугардалур арена, Рејкјавик Посетилаца: 234 |

| Извор | Извор                                                                       | Извор   | Извор                     | Извор                                                    |
| --- | --------------------------------------------------------------------------- | ------- | ------------------------- | -------------------------------------------------------- |
| | Кејн Истербрук Џејден Пајн Марфи                                            | Голмани | Милан Луковић Јован Фехер | Судије Ове Луцке Линијске судије Јос Корте Ори Сигмарсон |
| 05:16 — С. Илић (ПП) 10:00 — Н. Раковић 12:05 — Н. Јанковић 13:37 — М. Миловановић 16:03 — М. Ковачевић 16:29 — М. Сретовић (ПП) 18:35 — С. Илић 22:16 — Д. Филиповић 24:26 — Н. Јанковић 25:39 — Д. Филиповић 27:30 — Н. Јанковић 36:00 — М. Бабић (ПП) 39:15 — Б. Габрић 40:21 — Б. Габрић 41:51 — М. Сретовић 43:53 — Д. Филиповић 52:38 — М. Ковачевић | 1:0 2:0 3:0 4:0 5:0 6:0 7:0 8:0 9:0 10:0 11:0 12:0 13:0 14:0 15:0 16:0 17:0 |         |                           | Судије Ове Луцке Линијске судије Јос Корте Ори Сигмарсон |
| 8 мин | Искључења                                                                   | 18 мин  |                           | Судије Ове Луцке Линијске судије Јос Корте Ори Сигмарсон |
| 74 | Шутеви на гол                                                               | 19      |                           | Судије Ове Луцке Линијске судије Јос Корте Ори Сигмарсон |

### Светско првенство у хокеју на леду 2013 — Дивизија II, група А
На првенству света, Дивизија I, Група А у Загребу у Хрватској, Србија је освојила 5 место, укупно 33. место у свету. Србија је остварила 2 победе, против Шпаније и Аустралије, а претрпела 3 пораза против Белгије, домаћина Хрватске и Исланда.
Србију је први пут на неком првенству предводио као тренер Србин, Никола Бера, док је помоћни тренер био такође Србин Игор Косовић. Највише поена у репрезентацији Србије остварили су Марко Сретовић и Немања Јанковић који су остварили по 7 поена. Марко Сретовић је био и најбољи стрелац екипе са 4 постигнута гола. Најбољи асистент био је Немања Јанковић са 6 асистенција.

#### Утакмице
| 14. април 2013. 16:30 | Србија | 4:3 (1:1, 1:1, 2:1) | Шпанија | Дом спортова, Загреб Посетилаца: 150 |

|  |  |  |  |  |
|  |  |  |  |  |
|  |  |  |  |  |
|  |  |  |  |  |

| 15. април 2013. 13:00 | Србија | 0:4 (0, 0:0, 0:3) | Белгија | Дом спортова, Загреб Посетилаца: 114 |

|  |  |  |  |  |
|  |  |  |  |  |
|  |  |  |  |  |
|  |  |  |  |  |

| 17. април 2013. 13:00 | Србија | 5:3 (2:1, 3:0, 0:2) | Аустралија | Дом спортова, Загреб Посетилаца: 52 |

|  |  |  |  |  |
|  |  |  |  |  |
|  |  |  |  |  |
|  |  |  |  |  |

| 19. април 2013. 20:15 | Србија | 4:6 (0:2, 3:3, 1:1) | Хрватска | Дом спортова, Загреб Посетилаца: 3.217 |

|  |  |  |  |  |
|  |  |  |  |  |
|  |  |  |  |  |
|  |  |  |  |  |

| 20. април 2013. 16:30 | Србија | 1:5 (0:1, 1:2, 0:2) | Исланд | Дом спортова, Загреб Посетилаца: 143 |

|  |  |  |  |  |
|  |  |  |  |  |
|  |  |  |  |  |
|  |  |  |  |  |

### Светско првенство у хокеју на леду 2014 — Дивизија II, група А
Након пет година понове се Светско првенство играло у Србији, са тим што је овај пут домаћин био Београд. На старту првенства поражена је од Белгије са 8:3, да би у другом победила Израел са 10:6. У трећем и четвртом је поражена од Естоније са 5:2 и Исланда 4:3 након пенала. Победом у последњем колу против Аустралије са 1:0 Србија је заузела 3. место, укупно 31. место у свету.
Србију је као и претходне сезоне предводио Никола Бера. Највише поена у репрезентацији Србије остварио је Марко Ковачевић који је имао 10 поена, а исти играч је био и најбољи стрелац екипе са 7 постигнута гола. Најбољи асистент био је Немања Вучуревић са 4 асистенције.

#### Утакмице
| 9. април 2014. 20:00 | Србија | 3 : 8 (0:3, 2:2, 1:3) | Белгија | ЛД Пионир, Београд Посетилаца: 1.021 |

| Извор  | Извор         | Извор  | Извор | Извор                                                              |
| ------ | ------------- | ------ | ----- | ------------------------------------------------------------------ |
|        |               |        |       | Судије Том Дарнел Линијске судије Давид Чирнер Јероен ван дер Берг |
|        |               |        |       |                                                                    |
| 36 мин | Искључења     | 16 мин |       |                                                                    |
| 41     | Шутеви на гол | 28     |       |                                                                    |

| 10. април 2014. 20:00 | Србија | 10 : 6 (4:0, 2:3, 4:3) | Израел | ЛД Пионир, Београд Посетилаца: 1.124 |

| Извор  | Извор         | Извор  | Извор | Извор                                                           |
| ------ | ------------- | ------ | ----- | --------------------------------------------------------------- |
|        |               |        |       | Судије Александар Биро Линијске судије Реми Аусум Маријуш Смура |
|        |               |        |       |                                                                 |
| 22 мин | Искључења     | 36 мин |       |                                                                 |
| 35     | Шутеви на гол | 44     |       |                                                                 |

| 12. април 2014. 20:00 | Србија | 2 : 5 (1:1, 0:2, 1:2) | Естонија | ЛД Пионир, Београд Посетилаца: 1.274 |

| Извор | Извор         | Извор  | Извор | Извор                                                     |
| ----- | ------------- | ------ | ----- | --------------------------------------------------------- |
|       |               |        |       | Судије Лука Камшек Линијске судије Реми Асум Давид Чирнер |
|       |               |        |       |                                                           |
| 8 мин | Искључења     | 12 мин |       |                                                           |
| 23    | Шутеви на гол | 51     |       |                                                           |

| 14. април 2014. 20:00 | Србија | 3 : 4 (пен) (0:2, 1:1, 2:0, 0:0, 0:1) | Исланд | ЛД Пионир, Београд Посетилаца: 1.321 |

| Извор  | Извор         | Извор | Извор | Извор                                                                   |
| ------ | ------------- | ----- | ----- | ----------------------------------------------------------------------- |
|        |               |       |       | Судије Пшемислав Кепа Линијске судије Маријуш Смура Јароен ван ден Берг |
|        |               |       |       |                                                                         |
| 12 мин | Искључења     | 4 мин |       |                                                                         |
| 29     | Шутеви на гол | 44    |       |                                                                         |

| 15. април 2014. 20:00 | Србија | 0 : 1 (0:0, 0:0, 1:0) | Аустралија | ЛД Пионир, Београд Посетилаца: 1.100 |

| Извор | Извор         | Извор | Извор | Извор                                                              |
| ----- | ------------- | ----- | ----- | ------------------------------------------------------------------ |
|       |               |       |       | Судије Лука Камшек Линијске судије Адријан Топарчеану Давид Чирнер |
|       |               |       |       |                                                                    |
| 8 мин | Искључења     | 8 мин |       |                                                                    |
| 30    | Шутеви на гол | 31    |       |                                                                    |

### Светско првенство у хокеју на леду 2015 — Дивизија II, група А
Такмичење у групи А одржавало се у периоду између 13. и 19. априла 2015, а све утакмице играле су се у арени Лаугардаур у Рејкјавику на Исланду. Прво место и промоцију у виши ранг такмичења остварила је селекција Румуније, док је у нижи ранг испала репрезентација Аустралије. Србија је освојила 3 место, укупно 31. место у свету. Остварила је 2 победе, против Исланда и Шпаније, а претрпела 3 пораза против Румуније, Аустралије и Белгије, али је у групи три екипе са 7 бодова имала најбољи међусобни скор и освојила 3. место.
Као и на претходном првенству репрезентацију предводио је Никола Бера. Највише поена у репрезентацији Србије остварио је Марко Сретовић 10 поена. Марко Сретовић и Милош Бабић су били најбољи стрелци екипе са по 3 постигнута гола. Најбољи асистент био је Марко Сретовић са 7 асистенција.

#### Утакмице
| 13. април 2015. 16:30 | Србија | 4 : 8 (0:3, 2:3, 2:2) | Румунија | Арена Лаугардаур, Рејкјавик Посетилаца: 146 |

| Извор | Извор         | Извор | Извор | Извор                                                                |
| ----- | ------------- | ----- | ----- | -------------------------------------------------------------------- |
|       |               |       |       | Судије Лајам Севел Линијске судије Максимс Богдановс Синдри Гунарсон |
|       |               |       |       |                                                                      |
| 6 мин | Искључења     | 2 мин |       |                                                                      |
| 25    | Шутеви на гол | 38    |       |                                                                      |

| 14. април 2015. 20:00 | Србија | 5 : 4 (2:2, 1:2, 2:0) | Исланд | Арена Лаугардаур, Рејкјавик Посетилаца: 607 |

| Извор | Извор         | Извор | Извор | Извор                                                             |
| ----- | ------------- | ----- | ----- | ----------------------------------------------------------------- |
|       |               |       |       | Судије Ведран Крчелић Линијске судије Мајкл Џонстон Марко Саковић |
|       |               |       |       |                                                                   |
| 6 мин | Искључења     | 6 мин |       |                                                                   |
| 25    | Шутеви на гол | 32    |       |                                                                   |

| 16. април 2015. 16:30 | Србија | 3 : 4 (пен) (1:1, 1:1, 1:1; 0:0; 0:1) | Аустралија | Арена Лаугардаур, Рејкјавик Посетилаца: 182 |

| Извор  | Извор         | Извор  | Извор | Извор                                                             |
| ------ | ------------- | ------ | ----- | ----------------------------------------------------------------- |
|        |               |        |       | Судије Павел Мешињски Линијске судије Марко Саковић Ори Сигмарсон |
|        |               |        |       |                                                                   |
| 10 мин | Искључења     | 10 мин |       |                                                                   |
| 36     | Шутеви на гол | 33     |       |                                                                   |

| 17. април 2015. 13:00 | Србија | 2 : 3 (про) (1:1, 1:1, 0:0; 0:1) | Белгија | Арена Лаугардаур, Рејкјавик Посетилаца: 174 |

| Извор | Извор         | Извор  | Извор | Извор                                                          |
| ----- | ------------- | ------ | ----- | -------------------------------------------------------------- |
|       |               |        |       | Судије Лајам Севел Линијске судије Мајкл Џонстон Ори Сигмарсон |
|       |               |        |       |                                                                |
| 8 мин | Искључења     | 10 мин |       |                                                                |
| 48    | Шутеви на гол | 47     |       |                                                                |

| 19. април 2015. 13:00 | Србија | 4 : 3 (пен) (0:1, 1:2, 2:0; 0:0, 1:0) | Шпанија | Арена Лаугардаур, Рејкјавик Посетилаца: 107 |

| Извор | Извор         | Извор | Извор | Извор                                                     |
| ----- | ------------- | ----- | ----- | --------------------------------------------------------- |
|       |               |       |       | Судије Рој Хансен Линијске судије Хавар Дал Ори Сигмарсон |
|       |               |       |       |                                                           |
| 6 мин | Искључења     | 6 мин |       |                                                           |
| 61    | Шутеви на гол | 36    |       |                                                           |

### Светско првенство у хокеју на леду 2016 — Дивизија II, група А
Такмичење у групи А одржано је у периоду између 9. и 15. априла 2016. године, а све утакмице играле су се у Леденој дворани Хака (шп. Pabellón de Hielo de Jaca) капацитета 3.579 седећих места. Репрезентација Холандије остварила је максималан учинак од 5 победа и експресно се вратила у виши ранг такмичења, док је селекција Кине такмичење завршила на последњем месту са само једним освојеним поеном. Србија је заузела 5. место, укупно 33. место. Остварила је 2 победе, против Исланда и Кине, а претрпела 3 пораза против Холандије, Белгије и Шпаније.
Репрезентацију је као тренер на првенству водио бивши репрезентативац Марко Ковачевић. Највише поена у остварио је Ненад Раковић 5 поена (2 гола и 3 асистенције).

#### Утакмице
| 9. април 2016. 16:30 | Србија | 2 : 3 (0:0, 2:3, 0:0) | Холандија | Ледена дворана Хака, Хака Посетилаца: 850 |

| Извор  | Извор         | Извор | Извор | Извор                                                          |
| ------ | ------------- | ----- | ----- | -------------------------------------------------------------- |
|        |               |       |       | Судије Јуриј Оскирко Линијске судије Серхио Бјес Емил Илетинен |
|        |               |       |       |                                                                |
| 10 мин | Искључења     | 6 мин |       |                                                                |
| 31     | Шутеви на гол | 41    |       |                                                                |

| 10. април 2016. 13:00 | Србија | 2 : 4 (2:1, 0:1, 0:2) | Белгија | Ледена дворана Хака, Хака Посетилаца: 150 |

| Извор  | Извор         | Извор  | Извор | Извор                                                        |
| ------ | ------------- | ------ | ----- | ------------------------------------------------------------ |
|        |               |        |       | Судије Пшемислав Кепа Линијске судије Лукаш Кацеј Руди Мајер |
|        |               |        |       |                                                              |
| 12 мин | Искључења     | 10 мин |       |                                                              |
| 46     | Шутеви на гол | 30     |       |                                                              |

| 12. април 2016. 20:00 | Србија | 3 : 4 (пен) (1:0, 1:1, 1:2; 0:0; 0:1) | Шпанија | Ледена дворана Хака, Хака Посетилаца: 950 |

| Извор | Извор         | Извор  | Извор | Извор                                                             |
| ----- | ------------- | ------ | ----- | ----------------------------------------------------------------- |
|       |               |        |       | Судије Пшемислав Кепа Линијске судије Данијел Хинек Емил Илетинен |
|       |               |        |       |                                                                   |
| 4 мин | Искључења     | 16 мин |       |                                                                   |
| 38    | Шутеви на гол | 25     |       |                                                                   |

| 14. април 2016. 16:30 | Србија | 6 : 3 (0:3, 4:0, 2:0) | Исланд | Ледена дворана Хака, Хака Посетилаца: 120 |

| Извор  | Извор         | Извор  | Извор | Извор                                                            |
| ------ | ------------- | ------ | ----- | ---------------------------------------------------------------- |
|        |               |        |       | Судије Едуард Ибатулин Линијске судије Лукаш Кацеј Емил Илетинен |
|        |               |        |       |                                                                  |
| 16 мин | Искључења     | 24 мин |       |                                                                  |
| 53     | Шутеви на гол | 36     |       |                                                                  |

| 15. април 2016. 13:00 | Србија | 3 : 0 (0:0, 2:0, 1:0) | Кина | Ледена дворана Хака, Хака Посетилаца: 67 |

| Извор  | Извор         | Извор | Извор | Извор                                                     |
| ------ | ------------- | ----- | ----- | --------------------------------------------------------- |
|        |               |       |       | Судије Расмус Топел Линијске судије Серхио Бјес Атила Нађ |
|        |               |       |       |                                                           |
| 12 мин | Искључења     | 8 мин |       |                                                           |
| 18     | Шутеви на гол | 44    |       |                                                           |

### Светско првенство у хокеју на леду 2017 — Дивизија II, група А
Такмичење у групи А одржано је у периоду између 3. и 9. априла 2017. године, а све утакмице играле су се у Леденој дворани у румунском Галацију, капацитета око 5.000 седећих места. Селекција домаћина Румуније била је најуспешнија на турниру и са укупно освојених 12 бодова освојила прво место и вратила се у прву дивизију. Сребрна медаља припала је селекцији Аустралије, док је бронзу освојила репрезентација Србије.
Репрезентацију је као тренер на првенству водио бивши репрезентативац Немања Јанковић. Српски репрезентативац Доминик Црногорац проглашен је за најбољег одбрамбеног играча турнира.

#### Утакмице
| 3. април 2017. 13:00 | Србија | 3 : 4 пр. (1:1, 1:0, 1:2; 0:1) | Аустралија | Ледена дворана, Галац Посетилаца: 250 |

| Извор                                                                   | Извор                       | Извор                                                                          | Извор         | Извор                                                              |
| ----------------------------------------------------------------------- | --------------------------- | ------------------------------------------------------------------------------ | ------------- | ------------------------------------------------------------------ |
|                                                                         | Арсеније Ранковић           | Голмани                                                                        | Ентони Кимлин | Судије Рамон Стеркенс Линијске судије Л. С. Шико Владимир Јефремов |
| Алекса Луковић − 14:47 Марко Миловановић − 31:33 Марко Сретовић − 55:26 | 0:1 1:1 2:1 2:2 2:3 3:3 3:4 | 07:28 − Вихиб Дарџ 41:20 − Томас Пауел 41:55 − Џозеф Резек 61:17 − Џозеф Резек |               | Судије Рамон Стеркенс Линијске судије Л. С. Шико Владимир Јефремов |
| 10 мин                                                                  | Искључења                   | 16 мин                                                                         |               | Судије Рамон Стеркенс Линијске судије Л. С. Шико Владимир Јефремов |
| 44                                                                      | Шутеви на гол               | 29                                                                             |               | Судије Рамон Стеркенс Линијске судије Л. С. Шико Владимир Јефремов |

| 4. април 2017. 20:00 | Србија | 1 : 4 (0:2, 1:0, 0:2) | Румунија | Ледена дворана Галац Посетилаца: 2.100 |

| Извор                       | Извор               | Извор                                                                                    | Извор       | Извор                                                                 |
| --------------------------- | ------------------- | ---------------------------------------------------------------------------------------- | ----------- | --------------------------------------------------------------------- |
|                             | Арсеније Ранковић   | Голмани                                                                                  | Золтан Токе | Судије Рамонс Стеркес Линијске судије Марукус Еберл Владимир Јефремов |
| Димитрије Филиповић − 36:10 | 0:1 0:2 1:2 1:3 1:4 | 06:47 - Ботонд Флинта 16:05 - Михаил Георгеску 40:47 - Матјаш Биро 44:24 - Ботонд Флинта |             | Судије Рамонс Стеркес Линијске судије Марукус Еберл Владимир Јефремов |
| 18 мин                      | Искључења           | 12 мин                                                                                   |             | Судије Рамонс Стеркес Линијске судије Марукус Еберл Владимир Јефремов |
| 19                          | Шутеви на гол       | 40                                                                                       |             | Судије Рамонс Стеркес Линијске судије Марукус Еберл Владимир Јефремов |

| 6. април 2017. 13:00 | Србија | 9 : 2 (2:1, 2:0, 5:1) | Белгија | Ледена дворана, Галац Посетилаца: 100 |

| Извор | Извор                                       | Извор                                             | Извор       | Извор                                                                |
| --- | ------------------------------------------- | ------------------------------------------------- | ----------- | -------------------------------------------------------------------- |
| | Арсеније Ранковић                           | Голмани                                           | Жан Корнели | Судије Андреј Шрубок Линијске судије Иштван Мате Левенте Силард Шико |
| Марко Сретовић − 01:07 Павел Поправка - 07:25 Мирко Ђумић - 23:55 Немања Вучуревић - 28:29 Немања Вучуревић - 41:09 Роберт Сабадош - 44:02 Алекса Луковић − 53:13 Павле Огризовић − 54:44 Марко Сретовић - 59:22 | 1:0 2:0 2:1 3:1 4:1 5:1 6:1 6:2 7:2 8:2 9:2 | 16:18 - Жордан Паулус 50:26 - Брајан Колодзјејчик |             | Судије Андреј Шрубок Линијске судије Иштван Мате Левенте Силард Шико |
| 10 мин | Искључења                                   | 8 мин                                             |             | Судије Андреј Шрубок Линијске судије Иштван Мате Левенте Силард Шико |
| 37 | Шутеви на гол                               | 26                                                |             | Судије Андреј Шрубок Линијске судије Иштван Мате Левенте Силард Шико |

| 7. април 2017. 13:00 | Србија | 4 : 5 пр. (0:3, 2:1, 2:0; 0:1) | Шпанија | Ледена дворана, Галац Посетилаца: 130 |

| Извор                                                                                            | Извор                               | Извор | Извор            | Извор                                                          |
| ------------------------------------------------------------------------------------------------ | ----------------------------------- | --- | ---------------- | -------------------------------------------------------------- |
|                                                                                                  | Арсеније Ранковић                   | Голмани | Игнасијо Гарсија | Судије Андреа Мошен Линијске судије Лодевик Белен Маркус Еберл |
| Мирко Ђумић − 22:14 Павле Огризовић − 39:14 Димитрије Филиповић− 44:58 Марко Миловановић − 55:44 | 0:1 0:2 0:3 1:3 1:4 2:4 3:4 4:4 4:5 | 04:59 − Гиљермо Бетран 13:26 − Бруно Балдрис 18:56 − Ориол Боронат 29:11 − Патрисијо Фуентес 63:15 − Гастон Гонзалес |                  | Судије Андреа Мошен Линијске судије Лодевик Белен Маркус Еберл |
| 22 мин                                                                                           | Искључења                           | 6 мин |                  | Судије Андреа Мошен Линијске судије Лодевик Белен Маркус Еберл |
| 35                                                                                               | Шутеви на гол                       | 33 |                  | Судије Андреа Мошен Линијске судије Лодевик Белен Маркус Еберл |

| 9. април 2017. 16:30 | Србија | 6 : 0 (3:0, 2:0, 1:0) | Исланд | Ледена дворана, Галац Посетилаца: 200 |

| Извор | Извор                   | Извор   | Извор          | Извор                                                               |
| --- | ----------------------- | ------- | -------------- | ------------------------------------------------------------------- |
| | Арсеније Ранковић       | Голмани | Денис Хедстрем | Судије Андреа Мошен Линијске судије Маркус Еберл Левент Силард Сико |
| Немања Вучуревић − 03:51 Марко Бркушанин − 13:55 Немања Вучуревић − 16:04 Марко Бркушанин − 26:07 Марко Бркушанин − 34:16 Немања Вучуревић − 40:55 | 1:0 2:0 3:0 4:0 5:0 6:0 |         |                | Судије Андреа Мошен Линијске судије Маркус Еберл Левент Силард Сико |
| 6 мин | Искључења               | 12 мин  |                | Судије Андреа Мошен Линијске судије Маркус Еберл Левент Силард Сико |
| 27 | Шутеви на гол           | 28      |                | Судије Андреа Мошен Линијске судије Маркус Еберл Левент Силард Сико |

### Светско првенство у хокеју на леду 2018 — Дивизија II, група А

#### Утакмице
| 23. април 2018. 16:30 | Србија | 4 : 1 1:0, 2:1, 1:0 | Белгија | Ледена дворана Тилбург, Тилбург Посетилаца: 215 |

| Извор                                                                                           | Извор               | Извор                  | Извор       | Извор                                                         |
| ----------------------------------------------------------------------------------------------- | ------------------- | ---------------------- | ----------- | ------------------------------------------------------------- |
|                                                                                                 | Арсеније Ранковић   | Голмани                | Мајк Јансен | Судије Сергеј Морозов Линијске судије Раивис Јучерс Јос Корте |
| Петар Новаковић − 14:46 Никола Керезовић − 21:11 Марко Сретовић − 38:41 Петар Новаковић − 52:43 | 1:0 2:0 2:1 3:1 4:1 | − 30:41 − Били Денис − |             | Судије Сергеј Морозов Линијске судије Раивис Јучерс Јос Корте |
| 12 мин                                                                                          | Искључења           | 14 мин                 |             | Судије Сергеј Морозов Линијске судије Раивис Јучерс Јос Корте |
| 31                                                                                              | Шутеви на гол       | 33                     |             | Судије Сергеј Морозов Линијске судије Раивис Јучерс Јос Корте |

| 24. април 2019. 16:30 | Србија | 3 : 1 1:0, 2:0, 0:1 | Кина | Ледена дворана Тилбург, Тилбург Посетилаца: 257 |

| Извор                                                                 | Извор             | Извор     | Извор     | Извор                                                                |
| --------------------------------------------------------------------- | ----------------- | --------- | --------- | -------------------------------------------------------------------- |
|                                                                       | Арсеније Ранковић | Голмани   | Сун Зехао | Судије Томаш Радзик Линијске судије Кнут Еинар Братен Стеф Остерлинг |
| Алекса Луковић − 10:08 Мирко Ђумић - 20:59 Немања Вучуревић - 23:30 − | 1:0 2:0 3:0 3:1   | − 56:59 - Huang Qianyi|           | Судије Томаш Радзик Линијске судије Кнут Еинар Братен Стеф Остерлинг |
| 22 мин                                                                | Искључења         | 54 мин    |           | Судије Томаш Радзик Линијске судије Кнут Еинар Братен Стеф Остерлинг |
| 34                                                                    | Шутеви на гол     | 18        |           | Судије Томаш Радзик Линијске судије Кнут Еинар Братен Стеф Остерлинг |

| 26. април 2018. 20:00 | Србија | 0 : 5 0:2, 0:2, 0:1 | Холандија | Ледена дворана Тилбург, Тилбург Посетилаца: 1.500 |

| Извор  | Извор               | Извор | Извор         | Извор                                                         |
| ------ | ------------------- | --- | ------------- | ------------------------------------------------------------- |
|        | Арсеније Ранковић   | Голмани | Јан Меиредрес | Судије Сергеј Морозов Линијске судије Раивис Јучерс Јос Корте |
| −      | 0:1 0:2 0:3 0:4 0:5 | 04:21 − Тиес Ван Соест 09:40 − Тиес Ван Соест 31:56 − Иви ван де Хеувел 32:26 − Ђовани Вогелер 54:06 − Ђорди Ван Оршот |               | Судије Сергеј Морозов Линијске судије Раивис Јучерс Јос Корте |
| 36 мин | Искључења           | 20 мин |               | Судије Сергеј Морозов Линијске судије Раивис Јучерс Јос Корте |
| 11     | Шутеви на гол       | 35 |               | Судије Сергеј Морозов Линијске судије Раивис Јучерс Јос Корте |

| 28. април 2018. 20:00 | Србија | 4 : 5 (Пен.) 2:1, 0:1, 2:2, 0:0, 0:1 | Аустралија | Ледена дворана Тилбург, Тилбург Посетилаца: 521 |

| Извор | Извор                                  | Извор | Извор         | Извор                                                              |
| --- | -------------------------------------- | --- | ------------- | ------------------------------------------------------------------ |
| | Арсеније Ранковић                      | Голмани | Ентони Кимлин | Судије Андреа Бенвегну Линијске судије Кнут Еинар Братен Јос Корте |
| Павле Подунавац − 04:11 Немања Вучуревић − 15:38 − Марко Сретовић − 52:57 Петар Новаковић − 59:50 Марко Сретовић Немања Вучуревић Мирко Ђумић Доминик Црногорац Марко Бркушанин | 1:0 2:0 2:1 2:2 2:3 2:4 3:4 4:4 Пенали | − 16:21 − Лијам Вебстер 26:22 − Пер Горансон 41:04 − Роберт Малој 46:55 − Метју Армстронг − Јосеф Резек Вехеб Дарж Метју Армстронг Камерон Тод Бу Тејлор |               | Судије Андреа Бенвегну Линијске судије Кнут Еинар Братен Јос Корте |
| 12 мин | Искључења                              | 22 мин |               | Судије Андреа Бенвегну Линијске судије Кнут Еинар Братен Јос Корте |
| 39 | Шутеви на гол                          | 33 |               | Судије Андреа Бенвегну Линијске судије Кнут Еинар Братен Јос Корте |

| 23. април 2018. 16:30 | Србија | 5 : 2 1:1, 2:0, 2:1 | Исланд | Ледена дворана Тилбург, Тилбург Посетилаца: 311 |

| Извор | Извор                       | Извор                                              | Извор           | Извор                                                                  |
| --- | --------------------------- | -------------------------------------------------- | --------------- | ---------------------------------------------------------------------- |
| | Арсеније Ранковић           | Голмани                                            | Денис Хендстром | Судије Андреа Бенвегну Линијске судије Кенсуке Каназава Стеф Остерлинг |
| Андреј Цвик − 10:03 − Петар Новаковић − 32:40 Марко Сретовић − 38:58 Алекса Луковић − 50:21 Доминик Црногорац − 55:11 − | 1:0 1:1 2:1 3:1 4:1 5:1 5:2 | − 11:33 − Елвар Олафсон − 58:37 − Бјарки Јоханесон |                 | Судије Андреа Бенвегну Линијске судије Кенсуке Каназава Стеф Остерлинг |
| 22 мин | Искључења                   | 8 мин                                              |                 | Судије Андреа Бенвегну Линијске судије Кенсуке Каназава Стеф Остерлинг |
| 46 | Шутеви на гол               | 32                                                 |                 | Судије Андреа Бенвегну Линијске судије Кенсуке Каназава Стеф Остерлинг |

### Светско првенство у хокеју на леду 2019 — Дивизија II, група А

#### Утакмице
| 9. април 2019. 20:00 | Србија | 3 : 1 1:1, 1:0, 1:0 | Хрватска | Ледена дворана Пионир, Београд Посетилаца: 1.126 |

| Извор                                                                  | Извор             | Извор                     | Извор          | Извор                                                                     |
| ---------------------------------------------------------------------- | ----------------- | ------------------------- | -------------- | ------------------------------------------------------------------------- |
|                                                                        | Арсеније Ранковић | Голмани                   | Вилим Росандић | Судије Јевгениј Гришкевич Линијске судије Данијел Бересфорд Џејмс Каванаг |
| Марко Сретовић − 13:47 − Павел Поправка − 30:07 Алекса Луковић − 59:23 | 1:0 1:1 2:1 3:1   | − 16:41 − Иван Јанковић − |                | Судије Јевгениј Гришкевич Линијске судије Данијел Бересфорд Џејмс Каванаг |
| 16 мин                                                                 | Искључења         | 18 мин                    |                | Судије Јевгениј Гришкевич Линијске судије Данијел Бересфорд Џејмс Каванаг |
| 37                                                                     | Шутеви на гол     | 30                        |                | Судије Јевгениј Гришкевич Линијске судије Данијел Бересфорд Џејмс Каванаг |

| 10. април 2019. 20:00 | Србија | 2 : 3 1:2, 0:1, 1:0 | Аустралија | Ледена дворана Пионир, Београд Посетилаца: 653 |

| Извор                                           | Извор               | Извор                                                                   | Извор         | Извор                                                            |
| ----------------------------------------------- | ------------------- | ----------------------------------------------------------------------- | ------------- | ---------------------------------------------------------------- |
|                                                 | Арсеније Ранковић   | Голмани                                                                 | Ентони Кимлин | Судије Мирослав Јарец Линијске судије Хавар Дал Кенсуке Каназава |
| Мићо Драгутиновић − 03:17 − Мирко Ђумић - 45:57 | 1:0 1:1 1:2 1:3 2:3 | − 10:59 - Метју Армстронг 14:44 - Вадим Вирјасов 26:29 - Џејми Вудман − |               | Судије Мирослав Јарец Линијске судије Хавар Дал Кенсуке Каназава |
| 4 мин                                           | Искључења           | 29 мин                                                                  |               | Судије Мирослав Јарец Линијске судије Хавар Дал Кенсуке Каназава |
| 34                                              | Шутеви на гол       | 26                                                                      |               | Судије Мирослав Јарец Линијске судије Хавар Дал Кенсуке Каназава |

| 12. април 2019. 20:00 | Србија | 6 : 5 1:2, 1:3, 4:0 | Кина | Ледена дворана Пионир, Београд Посетилаца: 536 |

| Извор | Извор                                       | Извор                                                                                               | Извор       | Извор                                                          |
| --- | ------------------------------------------- | --------------------------------------------------------------------------------------------------- | ----------- | -------------------------------------------------------------- |
| | Арсеније Ранковић Југ Митић                 | Голмани                                                                                             | Хан Пенгфеј | Судије Кристоф Штернат Линијске судије Хавар Дал Џејмс Каванаг |
| − Лазар Лестарић − 17:42 Павле Подунавац − 22:55 − Доминик Црногорац − 49:04 Роберт Сабадош − 51:33 Алекса Луковић − 58:24 Виктор Кастел − 59:46 | 0:1 0:2 1:2 2:2 2:3 2:4 2:5 3:5 4:5 5:5 6:5 | 10:36 − Ли Ханг 16:15 − Хванг Ђанћи − 26:36 − Јанг Минџи 36:54 − Чен Цименг 38:11 − Сја Тјансјанг − |             | Судије Кристоф Штернат Линијске судије Хавар Дал Џејмс Каванаг |
| 6 мин | Искључења                                   | 14 мин                                                                                              |             | Судије Кристоф Штернат Линијске судије Хавар Дал Џејмс Каванаг |
| 44 | Шутеви на гол                               | 28                                                                                                  |             | Судије Кристоф Штернат Линијске судије Хавар Дал Џејмс Каванаг |

| 13. април 2019. 20:00 | Србија | 6 : 3 2:1, 2:0, 2:2 | Белгија | Ледена дворана Пионир, Београд Посетилаца: 417 |

| Извор | Извор                               | Извор                                                                   | Извор        | Извор                                                                     |
| --- | ----------------------------------- | ----------------------------------------------------------------------- | ------------ | ------------------------------------------------------------------------- |
| | Арсеније Ранковић                   | Голмани                                                                 | Вутер Петерс | Судије Јевгениј Гришкевич Линијске судије Данијел Бересфорд Џејмс Каванаг |
| Марко Драговић − 04:40 Стефан Бошковић − 07:52 − Марко Сретовић − 22:29 Марко Бркушанин − 33:42 Марко Сретовић − 41:10 − Стефан Бошковић − 57:06 | 1:0 2:0 2:1 3:1 4:1 5:1 5:2 5:3 6:3 | − Бен Кулен − 08:55 − Брајан Колодзјејчик − 44:23 Франк Невен − 45:43 − |              | Судије Јевгениј Гришкевич Линијске судије Данијел Бересфорд Џејмс Каванаг |
| 35 мин | Искључења                           | 18 мин                                                                  |              | Судије Јевгениј Гришкевич Линијске судије Данијел Бересфорд Џејмс Каванаг |
| 38 | Шутеви на гол                       | 30                                                                      |              | Судије Јевгениј Гришкевич Линијске судије Данијел Бересфорд Џејмс Каванаг |

| 15. април 2019. 20:00 | Србија | 3 : 2 (пен) 1:0, 0:1, 1:1 | Шпанија | Ледена дворана Пионир, Београд Посетилаца: 1.276 |

| Извор | Извор                  | Извор | Извор        | Извор                                                              |
| --- | ---------------------- | --- | ------------ | ------------------------------------------------------------------ |
| | Арсеније Ранковић      | Голмани | Андер Алкаин | Судије Кристоф Штернат Линијске судије Данијел Бересфорд Хавар Дал |
| Алекса Луковић − 04:10 − Стефан Бошковић − 59:32 Никола Керезовић Мирко Ђумић Павел Поправка Марко Сретовић Марко Бркушанин | 1:0 1:1 1:2 2:2 Пенали | − 26:03 − Гастон Гонзалес 46:34 − Ориол Рубио − Пабло Пантоха Ориол Рубио Ориол Боронат Гастон Гонзалес Адријан Убијето |              | Судије Кристоф Штернат Линијске судије Данијел Бересфорд Хавар Дал |
| 6 мин | Искључења              | 4 мин |              | Судије Кристоф Штернат Линијске судије Данијел Бересфорд Хавар Дал |
| 42 | Шутеви на гол          | 31 |              | Судије Кристоф Штернат Линијске судије Данијел Бересфорд Хавар Дал |

### Светско првенство у хокеју на леду 2022 — Дивизија I, група Б
| 26. април 2022. 16:30 | Србија | 0 : 8 0:2, 0:5, 0:1 | Јапан | Стадион Зимови, Тихи Посетилаца: 158 |

| Извор | Извор | Извор | Извор | Извор |
| ----- | ----- | ----- | ----- | ----- |
|       |       |       |       |       |
|       |       |       |       |       |
|       |       |       |       |       |
|       |       |       |       |       |

| 27. април 2022. 16:30 | Србија | 0 : 7 0:2, 0:3, 0:2 | Украјина | Стадион Зимови, Тихи Посетилаца: 328 |

| Извор | Извор | Извор | Извор | Извор |
| ----- | ----- | ----- | ----- | ----- |
|       |       |       |       |       |
|       |       |       |       |       |
|       |       |       |       |       |
|       |       |       |       |       |

| 29. април 2022. 20:00 | Србија | 2 : 10 1:3, 0:3, 1:4 | Пољска | Стадион Зимови, Тихи Посетилаца: 1.420 |

| Извор | Извор | Извор | Извор | Извор |
| ----- | ----- | ----- | ----- | ----- |
|       |       |       |       |       |
|       |       |       |       |       |
|       |       |       |       |       |
|       |       |       |       |       |

| 30. април 2022. 20:00 | Србија | 2 : 4 1:2, 0:1, 1:1 | Естонија | Стадион Зимови, Тихи Посетилаца: 110 |

| Извор | Извор | Извор | Извор | Извор |
| ----- | ----- | ----- | ----- | ----- |
|       |       |       |       |       |
|       |       |       |       |       |
|       |       |       |       |       |
|       |       |       |       |       |

### Светско првенство у хокеју на леду 2023 — Дивизија I, група Б
| 23. април 2023. 19:30 | Србија | 1 : 2 (пен) 0:0, 0:1, 1:0, 0:0, 0:1 | Естонија | Ледена дворана Тондираба, Талин Посетилаца: 1.564 |

| Извор | Извор | Извор | Извор | Извор |
| ----- | ----- | ----- | ----- | ----- |
|       |       |       |       |       |
|       |       |       |       |       |
|       |       |       |       |       |
|       |       |       |       |       |

| 24. април 2023. 16:00 | Србија | 0 : 7 0:0, 0:2, 0:5 | Украјина | Ледена дворана Тондираба, Талин Посетилаца: 428 |

| Извор | Извор | Извор | Извор | Извор |
| ----- | ----- | ----- | ----- | ----- |
|       |       |       |       |       |
|       |       |       |       |       |
|       |       |       |       |       |
|       |       |       |       |       |

| 26. април 2023. 16:00 | Србија | 3 : 8 0:2, 2:1, 1:5 | Јапан | Ледена дворана Тондираба, Талин Посетилаца: 254 |

| Извор | Извор | Извор | Извор | Извор |
| ----- | ----- | ----- | ----- | ----- |
|       |       |       |       |       |
|       |       |       |       |       |
|       |       |       |       |       |
|       |       |       |       |       |

| 27. април 2023. 12:30 | Србија | 0 : 5 0:2, 0:2, 0:1 | Кина | Ледена дворана Тондираба, Талин Посетилаца: 123 |

| Извор | Извор | Извор | Извор | Извор |
| ----- | ----- | ----- | ----- | ----- |
|       |       |       |       |       |
|       |       |       |       |       |
|       |       |       |       |       |
|       |       |       |       |       |

| 29. април 2023. 12:30 | Србија | 3 : 2 (пен) 1:1, 0:1, 1:0, 0:0, 1:0 | Холандија | Ледена дворана Тондираба, Талин Посетилаца: 315 |

| Извор | Извор | Извор | Извор | Извор |
| ----- | ----- | ----- | ----- | ----- |
|       |       |       |       |       |
|       |       |       |       |       |
|       |       |       |       |       |
|       |       |       |       |       |

## Дуели са другим репрезентацијама
Закључно са 27. априлом 2024. године.
У овој табели су приказани међусобни дуели репрезентација на светским првенствима, квалификацијама за олимпијске игре, као и пријатељске утакмице.
| Противник        | Ут. | П | И | Г+ | Г- | ГР  |
| ---------------- | --- | - | - | -- | -- | --- |
| Аустралија       | 8   | 3 | 5 | 24 | 26 | -2  |
| Аустрија         | 1   | 0 | 1 | 0  | 13 | -13 |
| Белгија          | 10  | 3 | 7 | 33 | 35 | -2  |
| Бугарска         | 3   | 3 | 0 | 25 | 3  | +22 |
| Велика Британија | 1   | 0 | 1 | 2  | 6  | -4  |
| Естонија         | 3   | 1 | 2 | 9  | 14 | -5  |
| Израел           | 5   | 5 | 0 | 38 | 10 | +28 |
| Ирска            | 1   | 1 | 0 | 13 | 1  | +12 |
| Исланд           | 11  | 8 | 3 | 59 | 40 | +19 |
| Италија          | 1   | 0 | 1 | 0  | 8  | -8  |
| Јапан            | 3   | 0 | 3 | 3  | 21 | -18 |
| Кина             | 7   | 5 | 2 | 27 | 22 | +5  |
| Кинески Тајпеј   | 1   | 1 | 0 | 6  | 0  | +6  |
| Литванија        | 2   | 0 | 2 | 6  | 17 | -11 |
| Мађарска         | 1   | 0 | 1 | 1  | 9  | -8  |
| Мексико          | 2   | 1 | 1 | 10 | 5  | +5  |
| Нови Зеланд      | 2   | 2 | 0 | 23 | 4  | +19 |
| Норвешка         | 1   | 0 | 1 | 2  | 8  | -6  |
| Пољска           | 1   | 0 | 1 | 2  | 10 | -8  |
| Румунија         | 5   | 0 | 5 | 6  | 28 | -22 |
| Русија*          | 1   | 0 | 5 | 0  | 5  | -5  |
| Северна Кореја   | 2   | 2 | 0 | 17 | 2  | +15 |
| Турска           | 3   | 3 | 0 | 19 | 7  | +12 |
| Велика Британија | 2   | 0 | 2 | 2  | 19 | -13 |
| УАЕ              | 1   | 0 | 1 | 5  | 2  | +3  |
| Украјина         | 3   | 0 | 3 | 2  | 29 | -27 |
| Холандија        | 5   | 1 | 4 | 10 | 20 | -10 |
| Хрватска         | 12  | 3 | 9 | 28 | 48 | -20 |
| Шпанија          | 9   | 4 | 5 | 33 | 37 | -4  |

- Утакмица против Русије је утакмица на Алроса купу против Олимпијске селекције Русије

## Селектори
Од осамостаљења, било је укупно десет селектора репрезентације. Седам тренера били су странци, и то четири Канађана, два Словенца и један Холанђанин. Никола Бера је први Србин на челу репрезентације, а после њега била су два бивша репрезентативца Србије, Марко Ковачевић и Немања Јанковић у два наврата.
- Андреј Бродник (2007)
- Адам Шел (2008)
- Дејв Хирски (2009)
- Марк Педерсон (2010)
- Павел Кавчич (2011–2012)
- Никола Бера (2013–2015)
- Марко Ковачевић (2016)
- Немања Јанковић (2017)
- Дејвид Еркхарт (2018)
- Немања Јанковић (2019–2021)
- Спирос Анастасиадис (2022)
- Немања Јанковић (2023–)

## Хокејаши са највише одиграних утакмица на светским првенствима[33]
Закључно са 1. мајом 2024. године.
| #  | Хокејаш           | Утакмице |
| 1  | Немања Вучуревић  | 63       |
| 2  | Марко Сретовић    | 59       |
| 2  | Стефан Илић       | 54       |
| 4  | Роберт Сабадош    | 45       |
| 5  | Марко Миловановић | 44       |
| 6  | Борис Габрић      | 44       |
| 7  | Милош Бабић       | 44       |
| 8  | Алекса Луковић    | 44       |
| 9  | Марко Бркушанин   | 39       |
| 10 | Ненад Раковић     | 39       |
| 11 | Угљеша Новаковић  | 39       |

## Хокејаши са највише постигнутих поена на светским првенствима[34]
Закључно са 1. мајом 2024. године.
| #  | Хокејаш             | Број голова | Број асистенција | Укупно поена |
| 1  | Марко Сретовић      | 36          | 31               | 67           |
| 2  | Немања Вучуревић    | 18          | 26               | 44           |
| 3  | Марко Ковачевић     | 26          | 17               | 43           |
| 4  | Марко Миловановић   | 10          | 22               | 32           |
| 5  | Борис Габрић        | 10          | 20               | 30           |
| 6  | Алекса Луковић      | 11          | 15               | 26           |
| 7  | Димитрије Филиповић | 13          | 12               | 25           |
| 8  | Мирко Ђумић         | 12          | 13               | 25           |
| 9  | Павел Поправка      | 7           | 15               | 22           |
| 10 | Немања Јанковић     | 10          | 10               | 20           |

## Хокејаши са највише постигнутих голова на светским првенствима[35]
Закључно са 1. мајом 2024. године.
| #  | Хокејаш             | Број голова |
| 1  | Марко Сретовић      | 36          |
| 2  | Марко Ковачевић     | 26          |
| 3  | Немања Вучуревић    | 18          |
| 4  | Димитрије Филиповић | 13          |
| 5  | Мирко Ђумић         | 12          |
| 6  | Алекса Луковић      | 11          |
| 7  | Милош Бабић         | 11          |
| 8  | Марко Миловановић   | 10          |
| 9  | Борис Габрић        | 10          |
| 10 | Немања Јанковић     | 10          |
| 11 | Александар Косић    | 10          |

## Хокејаши са највише асистенција на светским првенствима[36]
Закључно са 1. мајом 2024. године.
| #  | Хокејаш           | Број асистенција |
| 1  | Марко Сретовић    | 31               |
| 2  | Немања Вучуревић  | 26               |
| 3  | Марко Миловановић | 22               |
| 4  | Борис Габрић      | 20               |
| 5  | Марко Ковачевић   | 17               |
| 6  | Никола Бибић      | 16               |
| 7  | Алекса Луковић    | 15               |
| 8  | Павел Поправка    | 15               |
| 9  | Павле Подунавац   | 14               |
| 10 | Мирко Ђумић       | 13               |